# Мирзатайський сільський округ
Мирзата́йський сільський округ (каз. Мырзатай ауылдық округі, рос. Мырзатайський сельский округ) — адміністративна одиниця у складі Байзацького району Жамбильської області Казахстану. Адміністративний центр — село Мирзатай.
Населення — 3440 осіб (2021; 3228 у 2009, 3010 у 1999, 2777 у 1989).
Станом на 1989 рік село Мирзатай перебувало у складі Політотдільської сільської ради, село Єнбек — у складі Жалгізтобинської сільської ради, а село Кірова — у складі Кіровського сільського округу. 1993 року село Мирзатай увійшло до складу Коктальського сільського округу, село Сенкібай — до складу Жалгизтобинського сільського округу, а село Діхан утворило окремий Карабакірський сільський округ. 1997 року село Мирзатай ліквідованого Коктальського сільського округу та село Діхан ліквідованого Карабакірського сільського округу увійшли до складу Жалгизтобинського сільського округу. 2001 року утворено Мирзатайський сільський округ (села Абай, Актобе, Діхан, Мирзатай). 2002 року села Абай та Актобе утворили окремий Сазтерецький сільський округ. 2015 року до складу округу було передано село Сенкібай та територію площею 1,41 км² Жалгизтобинського сільського округу. 2019 року до складу округу була включена територія площею 0,40 км² державного земельного фонду.

## Склад
До складу округу входять такі населені пункти:
| Населений пункт | Старі назви | Населення, осіб (1989) | Населення, осіб (1999) | Населення, осіб (2009) | Населення, осіб (2021) |
| --------------- | ----------- | ---------------------- | ---------------------- | ---------------------- | ---------------------- |
| Діхан, село     | Кірова      | 822                    | 881                    | 613                    | 941                    |
| Мирзатай, село  | -           | 1238                   | 1471                   | 1917                   | 1790                   |
| Сенкібай, село  | Єнбек       | 717                    | 658                    | 698                    | 709                    |